# Falsettos
Falsettos és un musical cantat amb llibret de William Finn i James Lapine, i música i lletra de Finn. El musical consta de March of the Falsettos (1981) and Falsettoland (1990), les dues últimes entregues d'un trio de musicals d'un acte que es van estrenar a l'off-Broadway (el primer va ser In Trousers). La història se centra en Marvin, que ha deixat la seva dona per estar amb un amant masculí, Whizzer, i lluita per mantenir la seva família unida. Gran part del primer acte explora l'impacte que la seva relació amb Whizzer ha tingut en la seva família. El segon acte explora les dinàmiques familiars que evolucionen a mesura que ell i la seva exdona planegen el bar mitsvà del seu fill , que es complica a mesura que Whizzer contrau un cas precoç de sida. Els temes centrals del musical són la identitat jueva, els rols de gènere i la vida gai a finals dels anys setanta i principis dels vuitanta.
Falsettos es va estrenar a Broadway el 1992 i va ser nominat a set premis Tony, guanyant els de Millor Llibret i Millor Banda Sonora Original. El musical es va tornar a representar a Broadway el 2016 protagonitzat per Christian Borle, Stephanie J. Block i Andrew Rannells. La nova posada en escena del 2016 va ser filmada i adaptada per a la sèrie de televisió PBS Live from Lincoln Center, i es va emetre el 27 d'octubre de 2017. La represa va ser nominada a cinc premis Tony, inclòs el de Millor Revival d'un Musical. Tant el repartiment original com el de la reestrena del 2016 van actuar als Premis Tony. Altres represes inclouen gires a Austràlia i el Regne Unit. El musical va ser elogiat per la crítica per les seves composicions melòdiques, humor, desenvolupament de personatges i representació positiva de les estructures familiars no tradicionals.

## Fons

### Inici

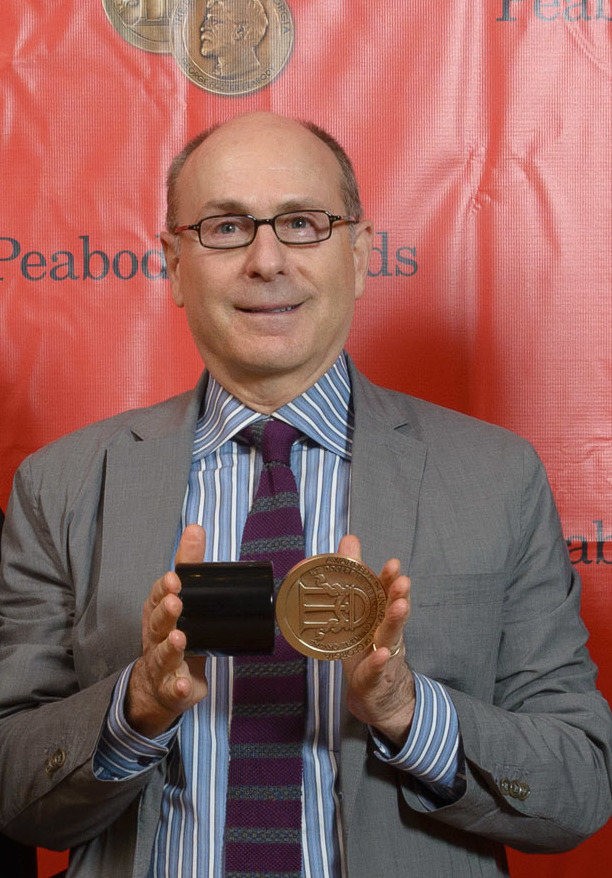
James Lapine, director i coescriptor del llibre

El compositor William Finn va començar la seva carrera teatral amb un musical d'un acte, In Trousers (1979), que se centra en el personatge de Marvin qüestionant la seva sexualitat. Es va produir dues vegades al Playwrights Horizons de l'off-Broadway, estrenant-se el febrer de 1978 i de nou el desembre de 1979. També es va produir off-Broadway al Second Stage Theater el març de 1981. Després que *In Trousers* rebés crítiques molt desfavorables, Finn va considerar abandonar el teatre musical i assistir a la facultat de medicina. Va considerar que "si el crític del Times en aquell moment hagués estat més responsable, hauria estat un debut considerable. Però tal com estaven les coses, simplement va dir que era brossa." Finn va tenir dificultats a les classes de ciències i va descartar els seus plans per a la facultat de medicina, tornant a escriure sobre el personatge de Marvin.
Finn aviat va escriure les cançons per a un altre musical d'un acte sobre Marvin i la seva família, March of the Falsettos, col•laborant amb el director James Lapine en el llibret. L'actriu Alison Fraser, que va originar el paper de Trina, va contribuir amb orquestracions vocals addicionals. Aquest es va estrenar al Playwrights Horizons l'abril de 1981, es va representar allà fins al setembre i es va traslladar al Westside Theatre l'octubre de 1981. March of the Falsettos va rebre una acollida de crítica més positiva que In Trousers: Ellen Pall, de The New York Times, va escriure que la "forma brillant de Finn combinada amb l'absoluta actualitat dels seus temes socials va impressionar per primera vegada la crítica". El 1989, Finn va estrenar un altre musical, Romance in Hard Times, que no incloïa cap dels personatges de Falsettos; no va ser un èxit.
Gairebé una dècada després de March of the Falsettos, arran de l'epidèmia de sida dels anys vuitanta , Finn va seguir amb Falsettoland. El musical va concloure la "Trilogia de Marvin" de Finn, amb peces d'un acte sobre Marvin i el seu cercle, començant amb In Trousers i March of the Falsettos. Falsettoland es va estrenar al Playwrights Horizons el 28 de juny de 1990, i després es va traslladar al Lucille Lortel Theatre el 16 de setembre de 1990, on va tancar el 27 de gener de 1991. Va guanyar el Premi Lucille Lortel de 1991 al Millor Musical i el Premi Drama Desk de 1991 a la Millor Lletra.

### Composició
Finn i Lapine van combinar March of the Falsettos i Falsettoland per formar un espectacle complet, titulat Falsettos, alterant-los lleugerament per formar un musical "més unificat i temàticament més coherent". En escriure els dos actes de Falsettos, Finn va prioritzar fer riure el públic, creient que provocar riure és més difícil que fer plorar. Cada musical es desenvolupava durant els assajos, sobretot perquè Finn és un escriptor i compositor desorganitzat. Finn sovint componia cançons sense una idea clara d'on encaixarien en el musical; li costava decidir on situar el bar mitsvà en l'acció. La idea d'ambientar-ho a l'hospital li va venir en un somni. Segons Stephen Bogardus, que va interpretar Whizzer al repartiment original d'ambdues sèries, així com a Falsettos, Lapine va tenir la idea d'incorporar escenes de raquetbol a Falsettoland, i ell i el seu company de raquetbol, Bogardus, van afegir terminologia de raquetbol al diàleg. La haftarà que va llegir Jason al seu bar mitsvà era originalment la mateixa que es va llegir al propi bar mitsvà de Finn, però "es va avorrir a la meitat d'escriure-la" i va afegir paraules que li agradaven musicalment però que són gramaticalment incorrectes en hebreu. Algunes cançons, inclosa "Four Jews in a Room Bitching", es van originar amb Finn taral·lejant melodies improvisades mentre passejava pels carrers de la ciutat de Nova York.

## Sinopsi

### Acte I: March of the Falsettos
El 1979 a la ciutat de Nova York, Marvin, el seu fill Jason, de deu anys, el seu psiquiatre Mendel i el seu amant Whizzer estan enmig d'una discussió ("Four Jews in a Room Bitching"). Marvin explica la situació: ha deixat la seva dona Trina per un home, Whizzer, però ningú està content amb els seus intents d'integrar Whizzer a la família ("A Tight-Knit Family"). A suggeriment de Marvin, Trina visita Mendel i explica que té problemes per acceptar el final del seu matrimoni i el seu fracàs a l'hora de ser una esposa perfecta. Mendel, atret instantàniament per ella, intenta tranquil•litzar-la dient-li que no en té la culpa ("Love Is Blind"). Marvin i Whizzer s'adonen que tenen molt poc en comú, però que se senten intensament atrets l'un per l'altre i es preocupen que els seus sentiments mutus s'estiguin esvaint ("The Thrill of First Love"). En una sèrie de sessions de teràpia amb Mendel, Marvin parla de la seva relació amb Whizzer, la seva relació fallida amb Trina (amb Mendel pressionant-lo per obtenir detalls íntims sobre ella) i la seva incapacitat per connectar amb el seu fill ("Marvin at the Psychiatrist - A Three-Part Mini-Opera"). Jason està preocupat que acabi sent gai com el seu pare ("My Father's a Homo"). Els seus pares li suggereixen que vagi a Mendel per tractar els seus canvis d'humor. Jason es nega a escoltar els seus pares, però accepta anar a teràpia un cop Whizzer també ho recomana ("Everyone Lets Jason to See a Psychiatrist").
Marvin i Whizzer discuteixen pel menyspreu de Whizzer per la monogàmia i l'intent de Marvin d'obligar-lo a assumir el paper de mestressa de casa ("This Had Better Come to a Stop"). Trina està preocupada que Whizzer estigui ocupant el seu lloc a la família i pateix una crisi nerviosa ("I'm Breaking Down"). Trina demana que Mendel proporcioni teràpia a domicili per a Jason ("Please Come to Our House"). Mendel coneix Trina i Jason a través d'aquestes sessions ("Jason's Therapy"). Mendel li demana matrimoni a Trina de manera maldestre ("A Marriage Proposal"). Ella accepta, cosa que desperta gelosia en Marvin ("A Tight-Knit Family - Reprise"). Trina està frustrada amb el món dominat pels homes en què viu i la immaduresa dels homes que l'envolten ("Trina's Song"). Els quatre canten un himne a la masculinitat, els tres adults canten en falset per igualar la veu ininterrompuda de Jason ("March of the Falsettos"). Trina es recupera i es calma de la seva frustració ("Trina's Song - Reprise").
En Marvin intenta ensenyar a en Whizzer a jugar a escacs, però la seva amargor s'intensifica, fent que es barallin i trenquin ("The Chess Game"). Mentrestant, la Trina i en Mendel es muden junts ("Making a Home"). Mentre ell fa les maletes per marxar, en Whizzer reflexiona sobre la seva vida i la seva relació amb en Marvin. Ha estat utilitzat per altres homes tota la seva vida i finalment decideix que ja no vol viure així ("The Games I Play"). Després de rebre l'anunci de casament d'en Mendel i la Trina, en Marvin esclata de ràbia i bufeteja la Trina ("Marvin Hits Trina"). Commocionats per les seves accions, tothom confessa que mai van tenir la intenció de sentir tan profundament per les persones de les seves vides i accepten el dolor que pot portar l'amor ("I Never Wanted to Love You"). En Jason descobreix la seva atracció per les noies, per al seu alleujament. Arran de la destrucció de les seves relacions amb en Whizzer i la Trina, en Marvin fa seure en Jason per parlar. Marvin li diu a Jason que independentment de la mena d'home que resulti ser, Marvin sempre hi serà per a ell, acabant l'acte amb els dos en una càlida abraçada ("Father to Son").

### Acte II: Falsettoland
És el 1981, dos anys més tard. S'introdueixen dos nous personatges: les veïnes lesbianes de Marvin, la Dra. Charlotte, una internista, i Cordelia, una càtering gentil especialitzada en cuina jueva. Marvin no ha vist Whizzer durant dos anys i no l'ha superat ("Falsettoland"). Marvin observa que és hora que maduri i es superi a si mateix ("About Time"). Ha aconseguit mantenir la seva relació amb Jason i ara comparteix la custòdia compartida d'ell amb Trina, que s'ha casat amb Mendel. Marvin i Trina comencen a planificar el bar mitsvà de Jason, i cada personatge té una opinió diferent sobre com s'hauria de celebrar ("Year of the Child"). Més tard, al partit de beisbol de la Little League de Jason, Jason reflexiona sobre quines noies convidarà al bar mitsvà ("Miracle of Judaism"). Whizzer arriba al partit de beisbol després de ser convidat per Jason. Marvin demana amb cautela a Whizzer una cita just quan Jason aconsegueix colpejar la pilota ("The Baseball Game"). Un interludi acaba amb tothom reflexionant sobre com de meravellosa és la vida ("A Day in Falsettoland"). Poc després, Marvin i Trina discuteixen llargament sobre la logística del bar mitsvà ("The Fight"). Jason vol suspendre-ho a causa de totes les discussions, i Mendel el consola, dient-li que odiar els seus pares és normal per a la seva edat, però tothom finalment madura ("Everyone Hates His Parents").
Més tard, en Marvin seu al llit mirant en Whizzer adormit i es pregunta quant l'estima ("What More Can I Say?"). Mentrestant, la doctora Charlotte s'adona que uns joves gais de la ciutat arriben a l'hospital malalts amb una malaltia misteriosa que ningú entén ("Something Bad Is Happening"). En Whizzer es desmaia sobtadament durant un partit de raquetbol i és hospitalitzat ("More Racquetball"). La Trina s'altera en adonar-se de com de molesta està la seva condició ("Holding to the Ground"). A l'habitació de l'hospital d'en Whizzer, tothom es reuneix per animar-lo, comentant el seu aspecte. Estan d'acord que són dies com aquest els que els fan creure en Déu, però en Jason és honest i li diu a en Whizzer que té un aspecte horrible ("Days Like This"). En Jason vol esperar que en Whizzer es recuperi abans de celebrar el seu bar mitsvà, però en Mendel i la Trina el fan seure per informar-lo que potser en Whizzer no es recuperarà ("Canceling the Bar Mitzvah"). En Marvin seu a l'habitació de l'hospital d'en Whizzer i s'hi uneixen la Cordelia i la Dra. Charlotte, i els quatre reafirmen el seu compromís mutu malgrat l'empitjorament de la situació d'en Whizzer ("Amants improbables").
A mesura que l'estat de Whizzer empitjora, Jason recorre a Déu, oferint-se a fer-se el bar mitsvà a canvi que Whizzer millori ("Another Miracle of Judaism"). La Dra. Charlotte explica més sobre la malaltia a Marvin i insinua que Marvin també podria emmalaltir ("Something Bad Is Happening - Reprise"). La malaltia de Whizzer esdevé terminal i decideix afrontar la mort amb dignitat i coratge ("You Gotta Die Sometime"). Tothom irromp a l'habitació; Jason ha decidit que vol celebrar la cerimònia a l'habitació de l'hospital de Whizzer ("Jason's Bar Mitzvah"). Quan Jason completa la seva recitació, Whizzer s'esfondra i és tret de l'habitació, seguit per tothom excepte Marvin. Marvin, que es queda sol, pregunta al difunt Whizzer com seria la seva vida si no s'haguessin estimat. L'esperit de Whizzer apareix, preguntant-li si Marvin es penedeix de la seva relació, i Marvin afirma que ho tornaria a fer tot ("What Would I Do?"). Els amics i la família de Marvin l'envolten, i ell s'esfondra en els seus braços. Mendel fa un pas endavant, declarant: "Aquí és on prenem posició" ("Falsettoland - Reprise").

## Llista de cançons
| Primer acte - "Four Jews in a Room Bitching" – Whizzer, Marvin, Jason, Mendel i Trina - "A Tight-Knit Family" – Marvin - "Love Is Blind" – Marvin, Jason, Whizzer, Mendel i Trina - "Thrill of First Love" – Marvin and Whizzer - "Marvin at the Psychiatrist" – Mendel, Marvin, Jason i Whizzer - "My Father's a Homo" – Jason - "Everyone Tells Jason to See a Psychiatrist" – Jason, Marvin, Trina i Whizzer - "This Had Better Come to a Stop" – Marvin, Whizzer, Jason, Trina i Mendel - "I'm Breaking Down" – Trina (afegida per a la temporada de Broadway; escrit originalment per a In Trousers) - "Please Come to Our House" – Mendel, Trina i Jason. - "Jason's Therapy" – Mendel, Trina, Whizzer, Marvin i Jason - "A Marriage Proposal" – Mendel, Trina i Jason - "A Tight-Knit Family (Reprise)" – Mendel i Marvin - "Trina's Song" – Trina - "March of the Falsettos" – Mendel, Marvin, Jason i Whizzer - "Trina's Song (Reprise)" – Trina - "The Chess Game" – Marvin and Whizzer - "Making a Home" – Mendel, Jason, Trina i Whizzer - "The Games I Play" – Whizzer - "Marvin Hits Trina" – Marvin, Mendel, Jason, Trina i Whizzer - "I Never Wanted to Love You" – Marvin, Mendel, Jason, Trina i Whizzer - "Father to Son" – Marvin i Jason | Segon acte - "Falsettoland" – Mendel & Company - "About Time" – Marvin & Company - "Year of the Child" – Marvin, Trina, Mendel, Jason, Charlotte i Cordelia - "Miracle of Judaism" – Jason - "The Baseball Game" – Company - "A Day in Falsettoland" – Company - "The Fight" – Mendel, Jason, Marvin i Trina - "Everyone Hates His Parents" – Mendel, Jason, Marvin i Trina - "What More Can I Say" – Marvin - "Something Bad Is Happening" – Charlotte and Cordelia - "More Racquetball" – Marvin and Whizzer - "Holding to the Ground" – Trina - "Days Like This" – Company - "Cancelling the Bar Mitzvah" – Mendel, Trina i Jason - "Unlikely Lovers" – Marvin, Whizzer, Charlotte i Cordelia - "Another Miracle of Judaism" – Jason - "Something Bad Is Happening (Reprise)" – Charlotte - "You Gotta Die Sometime" – Whizzer - "Jason's Bar Mitzvah" – La Companyia - "What Would I Do?" – Marvin, Whizzer - "Falsettoland (Reprise)" – Mendel |

Encore
- "In Trousers" – Marvin i Dones †

† - Indica una cançó que no s'inclou a l' enregistrament del repartiment

## Produccions

### Producció original de Broadway
Falsettos es va estrenar a Broadway al John Golden Theatre el 29 d'abril de 1992 i va tancar el 27 de juny de 1993, després de 487 funcions s. Dirigida per James Lapine, el repartiment incloïa Michael Rupert com a Marvin, Stephen Bogardus com a Whizzer, Barbara Walsh com a Trina, Chip Zien com a Mendel (va interpretar Marvin a In Trousers), Jonathan Kaplan com a Jason, Heather MacRae com a Charlotte i Carolee Carmello com a Cordelia. Rupert, Bogardus i Zien van repetir els seus papers de les produccions originals de l'off-Broadway de March of the Falsettos i Falsettoland, MacRae va repetir el seu paper de Falsettoland, i Walsh va repetir el seu paper d'una producció regional de Hartford Stage de accessed June 29, 2016</ref> and Falsettoland, MacRae reprised her role from and Walsh reprised her role from a Hartford Stage regional production of Falsettoland. El disseny escènic va ser de Douglas Stein, el vestuari d'Ann Hould-Ward i la il·luminació de Frances Aronson. El gener de 1993, l'estrella de Broadway i de la pantalla Mandy Patinkin va assumir el paper de Marvin, substituint en Rupert. El repartiment i els productors no estaven segurs de si l'espectacle tindria un gran nombre de seguidors a Broadway, però es van animar quan Frank Rich, de The New York Times, va fer una crítica positiva del musical.
Falsettos, l'últim espectacle de la temporada 1991-92 de Broadway, va tenir un pressupost de 957.000 dòlars, un pressupost baix per als estàndards de Broadway. Els productors Barry i Fran Weissler van provar diverses estratègies de màrqueting per promocionar el musical. Amb l'esperança de crear un logotip fàcilment identificable inspirat en el disseny minimalista de Cats, els Weissler van utilitzar l'obra de l'artista Keith Haring en què dos adults i un nen sostenen un cor vermell brillant. Tot i que el públic estava entusiasmat amb les prèvies, els productors es van preocupar que l'estratègia de màrqueting no atregués un públic nombrós, i Barry Weissler va explicar que "Des que Keith va morir de sida, molta gent va pensar que el dibuix estava destinat a atraure un públic gai." Els Weissler van contractar l'agència de publicitat LeDonne, Wilner & Weiner, que va llançar una campanya promocional centrada en fotografiar membres del públic "no dirigida a públics catòlics, jueus o familiars específics, sinó intentant transmetre la idea que Falsettos és per a tothom." Els anunciants van convidar la recentment coronada Miss Amèrica, que havia llançat recentment una campanya de conscienciació sobre la sida amb seu a Atlantic City, a assistir a l'espectacle i ser fotografiada. En els mesos següents, els productors van començar a recuperar la seva inversió inicial i a obtenir beneficis.

### Produccions australianes
El 1994, la Sydney Theatre Company va presentar una producció australiana dirigida per Wayne Harrison i amb John O'May com a Marvin, Gina Riley com a Trina, Tony Sheldon com a Mendel i Simon Burke com a Whizzer. Després de representar-se al Drama Theatre de l'Òpera de Sydney del 12 de gener al 5 de març de 1994, la producció va fer una gira per Victòria, Hobart i Canberra a. Riley i Sheldon van rebre els premis Green Room per aquesta producció, guanyant el premi a la Millor Artista Femenina Protagonista i el Millor Artista Masculí Secundari, respectivament.
El 2014, la Darlinghurst Theatre Company va presentar una reestrena dirigida per Stephen Colyer. El repartiment incloïa Tamlyn Henderson com a Marvin, Katrina Retallick com a Trina, Stephen Anderson com a Mendel, Ben Hall com a Whizzer, Elise McCann com a Cordelia i Margi de Ferranti com a Charlotte. La producció es va representar com a part del festival Sydney Mardi Gras durant el febrer i el març de 2014. En la seva crítica de la producció, Cassie Tongue de l'Aussie Theatre va considerar la producció com un "signe prometedor del que ha de venir" per a l'escena teatral de Sydney, i va elogiar el repartiment comentant: "El Marvin de Henderson i la Trina de Retallick destaquen clarament, i de Ferranti i McCann són tan essencials per al pes emocional del segon acte que són tan impressionants com si hi haguessin estat des del primer".
El 2022, l' Institut Nacional d'Art Dramàtic va presentar una producció dirigida per David Berthold, amb direcció musical de Michael Tyack i coreografia de Kelley Abbey.

### Reestrena de Broadway del 2016
El productor Jordan Roth va anunciar el 2015 que reviuria l'espectacle sota la direcció de James Lapine a la primavera del 2016. L'escenografia incorporava un cub fet de grans blocs que els actors anaven reorganitzant al llarg de l'espectacle. La producció va començar les prèvies a Broadway al Walter Kerr Theatre el 29 de setembre de 2016 i es va estrenar oficialment el 27 d'octubre. Christian Borle, Andrew Rannells, Stephanie J. Block i Brandon Uranowitz played van interpretar Marvin, Whizzer, Trina i Mendel, respectivament. Tracie Thoms va interpretar la Dra. Charlotte, Betsy Wolfe va interpretar Cordelia i Anthony Rosenthal va interpretar Jason.
La producció va tancar el 8 de gener de 2017. Es van filmar dues actuacions el 3 i el 4 de gener de 2017, que es van reempaquetar en una presentació per a la sèrie de televisió de PBS Live from Lincoln Center es van emetre el 27 d'octubre de 2017.
Una gira nord-americana del revival de Broadway del 2016 es va iniciar al febrer de 2019, sota la direcció de Lapine, i va acabar a finals de juny de 2019. Max von Essen va interpretar Marvin, amb Eden Espinosa com a Trina, Nick Adams com a Whizzer i Nick Blaemire com a Mendel.

### 2019 off West End
Selladoor Worldwide va anunciar que produirien Falsettos a The Other Palace, un teatre de loff West End de Londres, durant una temporada limitada. L'espectacle va començar les funcions prèvies el 30 d'agost de 2019, abans d'estrenar-se oficialment el 5 de setembre. El repartiment original incloïa Daniel Boys com a Marvin, Laura Pitt-Pulford com a Trina, Oliver Savile com a Whizzer, Joel Montague com a Mendel, Gemma Knight-Jones com a Charlotte i Natasha J. Barnes com a Cordelia. L'espectacle va tancar el 23 de novembre de 2019.
Abans de l'estrena de la producció, un grup de més de 20 actors i dramaturgs jueus, entre els quals Miriam Margolyes i Maureen Lipman, van signar una carta oberta als productors, preocupats per la manca de presència jueva entre el repartiment i els creatius. Malgrat això, l'espectacle va rebre crítiques majoritàriament positives, amb crítics que lloaven el repartiment, la història i la música, però que criticaven el disseny escènic. L'espectacle va ser nominat a Millor Disseny de Vídeo i va guanyar el premi a Millor Producció Off-West End als Premis WhatsOnStage del 2020.

## Temes

### Judaisme

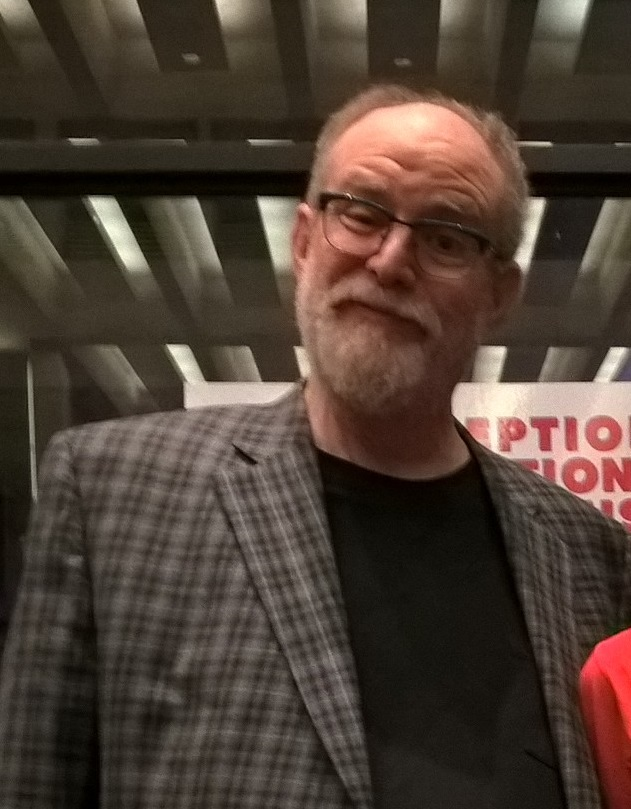
L'educació jueva de Finn va inspirar temes en Falsettos.

La cultura i la identitat jueves tenen un paper important a Falsettos, representant amb humor "neurosis jueves i autocrítica". The La versió escènica comença amb els quatre personatges masculins vestits amb roba de l'època bíblica abans de treure's aquestes túniques per revelar roba moderna. A la cançó, Marvin, Mendel i Jason afirmen que són jueus, mentre que Whizzer especifica que és mig jueu. El primer acte, March of the Falsettos, originalment estava pensat per titular-se Four Jews in a Room Bitching fins que Lapine va insistir que Finn canviés el títol. Els escriptors Raymond i Zelda Knapp van comparar la representació de l'epidèmia de la sida a Falsettos amb el presagi de l'Holocaust a Fiddler on the Roof, assenyalant que ambdues obres mostren una atmosfera relativament innocent abans que es produeixi la tragèdia.
El bar mitsvà de Jason és un punt important de la trama. Jesse Oxfeld de The Forward va escriure que el musical és "en el seu missatge d'acomodació i dedicació i, bé, l'dor v'dor, molt jueu". També va assenyalar que, a causa de la representació pragmàtica de l'homosexualitat que fa el musical, "les lesbianes són més interessants per ser goyim". La cançó "The Baseball Game" es burla de la manca estereotipada de destresa atlètica entre els jueus americans, però Mendel després assenyala l'èxit dels jugadors de beisbol jueus Sandy Koufax i Hank Greenberg. Finn, que jugava a beisbol de les Little Leagues de petit, va convidar Koufax a una actuació de Falsettos a Los Angeles, i Koufax es va ofendre per la broma.

### Epidèmia de la sida
Tot i que Falsettos mai anomena explícitament el VIH o la SIDA, la malaltia juga un paper important a la segona meitat del musical, amb Whizzer patint la malaltia i finalment perdent-hi la vida. Exemples de referències implícites al virus inclouen "Alguna cosa que mata / Alguna cosa infecciosa / Alguna cosa que es propaga d'un home a un altre" i "Alguna cosa tan dolenta que les paraules han perdut el seu significat". La primera meitat del musical té lloc el 1979, abans de l'inici de l'epidèmia, i la segona meitat té lloc el 1981, l'any que va començar l'epidèmia, cosa que va provocar un canvi de to principalment de la comèdia a la tragèdia. Lapine ha descrit l'epidèmia de la SIDA com "un període de temps del nostre passat que ha estat en certa manera oblidat".
Finn va dir sobre Falsettoland: "No puc tenir la sida com a perifèrica a la sèrie, i no sé si podria escriure sobre la sida de front perquè l'horror és massa real i no vull trivialitzar-ho". Finn va descriure més tard Falsettos com una "catarsi per a les persones que han estat passant per l'epidèmia de la sida, així com per a les persones que no la passen", esperant que la sèrie permetés a aquests últims empatitzar amb les persones que ho havien viscut de primera mà. La inclusió dels personatges lesbianes Charlotte i Cordelia és un homenatge a les lesbianes que van ajudar els homes gais durant l'epidèmia. La sèrie també explora la perspectiva de Trina sobre la malaltia de Whizzer a "Holding to the Ground", on mostra solidaritat amb ell tot i que anteriorment havia tingut dificultats per acceptar la seva relació amb Marvin.
La represa de l'espectacle el 2016 tenia en part com a objectiu educar els joves LGBTQ sobre la vida gai a la dècada del 1980 i inculcar un sentiment de gratitud per com les actituds socials envers l'homosexualitat i el tractament del VIH/SIDA han millorat enormement des d'aquell període. Lapine es va inspirar a tornar a veure l'espectacle quan va assistir a una representació de The Normal Heart amb una graduada universitària recent. Va recordar: "A l'intermedi, ella em va mirar i em va dir: 'Bé, una mica sé sobre la sida, però va ser realment així?'" L'activista contra la sida i dramaturg de The Normal Heart, Larry Kramer, va assistir a una representació de la nova producció de Falsettos del 2016. Andrew Rannells, que va interpretar Whizzer, va destacar la seva admiració per l'activisme de Kramer i l'impacte de tenir-lo entre el públic.

### Masculinitat
El crític Charles Isherwood afirma que les definicions de masculinitat formen "un corrent subjacent agut a la sèrie". En el primer acte, Marvin intenta forçar Whizzer a assumir el paper de "noi guapo mestressa de casa", cosa que fa que Whizzer s'allunyi de la relació. Tot i que Marvin té una relació entre persones del mateix sexe, encara intenta assumir el paper més tradicionalment masculí del proveïdor. L'escriptora del Daily Herald, Jennifer Farrar, va qualificar les discussions entre Marvin i Whizzer com a "carregades de testosterona". La cançó "March of the Falsettos" és una oda a la immaduresa dels personatges masculins, i presenta els tres personatges masculins adults cantant en falset per coincidir amb la veu preadolescent de Jason. A "Trina's Song", Trina es queixa dels homes que governen el món i "del seu afecte pels homes-nadons de la seva vida, lluitant contra l'exasperació i el ressentiment necessitat a cada pas".
Les lluites de Trina amb els homes de la seva vida també s'expressen a "I'm Breaking Down", on talla plàtans i pastanagues de manera maniàtica, "una combinació inusual però apropiadament fàl·lica". Sobre el punt principal de la trama del bar mitsvà de Jason, Finn explica: "Hi ha molt sobre el que significa ser un home a la sèrie. No és només el nen que es converteix en un home, sinó tots els homes que es converteixen en homes. És una metàfora que ressona". Els crítics van interpretar que el disseny de l'escenari del revival del 2016 reflectia la immaduresa representant l'horitzó de la ciutat de Nova York en forma de blocs de construcció infantils. El musical també explora el vincle entre la masculinitat i la sexualitat, amb Jason qüestionant la seva sexualitat i preocupant-se que l'homosexualitat del seu pare li pogués ser transmesa genèticament.

## Recepció

### Primeres actuacions
Frank Rich, de The New York Times, va elogiar la representació de la nit d'estrena de 1992 com a "emocionant i desgarradora", parlant favorablement del repartiment, l'humor i la profunditat emocional del musical. Va qualificar l'escena del bar mitsvà de Jason com "una de les més commovedores que heu vist mai" i va explicar que, en abordar l'epidèmia de la sida, "És el regal enviat del cel del Sr. Finn i companyia que et facin creure que l'amor, no menys fortissimo, d'alguna manera perdura" Joe Brown, de The Washington Post, va elogiar la química entre Marvin i Whizzer, qualificant la seva relació de "sexyment combativa". Brown també va destacar el final emotiu, afirmant que el públic, "que va començar l'obra rient a crits, es va quedar fet miques de llàgrimes". Jeremy Gerard, de Variety va comentar que "anomenar Falsettos un musical sobre la vida gai en els temps moderns també és restar importància al seu enorme atractiu com a gesta magistral de la narració còmica i com a obra de teatre musical visionària". Gerard va trobar "Four Jews in a Room Bitching" "divertidíssima" i va elogiar el ritme del musical, opinant que "Lapine i Finn expliquen la seva complexa història amb una economia sorprenent".
En la seva crònica sobre el discurs d'acceptació del premi Tony de Finn el juny de 1992, Kim Hubbard de People va qualificar Falsettos com "un musical per riure cada minut" i "una tragèdia plena d'esperança". Sylvie Drake, de Los Angeles Times, va qualificar una actuació de San Diego de 1993 com una "oda impressionant a la vida moderna", assenyalant que el "virtuosisme del musical rau en el seu domini de l'agredolç -i finalment el tràgic- lament sobre el desagradable hàbit de donar i prendre de la vida, però sense perdre el temps en autocompassió. En canvi, l'espectacle fa cançons complexes a partir de les llimones àcides. I el resultat és una llimonada gloriosa". El 2016, l'escriptora del Daily Herald Jennifer Farrar va escriure que l'obra es va considerar "innovadora per a la seva època" en el seu debut el 1992.
John Simon, de la revista New York però, va lamentar la "gran mentida" del musical de retratar la malaltia de la sida perquè semblés "suau, elegant, una cosa així com l'expiració nostàlgica de la tuberculosi d'una heroïna del segle XIX, quan tots sabem que és esgotadora i macabra". Clive Barnes, del New York Post, va escriure que el musical "ressona com una dentadura postissa en un ninot de ventríloc políticament correcte". Douglas Watt, del New York Daily News, va descriure el musical com a "massa dolç i ensucrat, amb diferència" i la seva trama com a "enganxosa de sentiment", comparant el to de Falsettos amb el d'una telenovel•la. Al seu llibre The Complete Book of 1990s Broadway Musicals, Dan Dietz va qualificar el musical de "lloable... però feble i decebedor en l'execució" i va descriure els personatges com a "massa brillants, massa conscients de si mateixos, massa articulats i massa 'enganxosos ' ". Va comentar a més que "no es tenia mai temps de conèixer i descobrir gradualment [els personatges] perquè no paraven d'explicar-se a si mateixos."

### Reestrena del 2016
En una ressenya de la reestrena del 2016, Alexis Soloski, de The Guardian, va qualificar l'espectacle de "radicalment íntim" i va elogiar la profunditat emocional i el desenvolupament dels personatges del musical. Va considerar la primera meitat més complexa que la segona, que va descriure com "més convencional, amb un arc narratiu familiar i unes caracteritzacions menys intenses, sobretot les de les lesbianes." Jesse Green, de Vulture, va descriure el final com a "gairebé insuportablement commovedor". Chris Jones, del Chicago Tribune, va escriure que Falsettos "bateix de passió i compassió, una obra mestra prou forta per suportar una comparació formativa amb l'obra de Stephen Sondheim, però un espectacle molt més afectuós". Va elogiar les actuacions de Block, Thoms i Wolfe. Emily Bruno, de BroadwayWorld, va escriure que era "innovador" i "dolorosament commovedor".
Linda Winer, de Newsweek, va elogiar les "lletres col•loquials i enormement citables de Finn, que s'enganxen a la gola tan sovint com es queden a la ment". Winer també va comentar el disseny de l'escenari de l'espectacle, assenyalant que, tot i que els blocs "poden ser una mica monòtons, donen suport a la passió apartant-se del poderós camí de l'obra". Marilyn Stasio, de Variety, va elogiar el repartiment i va qualificar la música com "una fusió de melodies melodioses amb lletres perspicaces". Christopher Kelly, de NJ.com, va elogiar Rannells i Block, però va considerar que Borle "sembla massa seriós; és [ sic ] impossible veure el que Whizzer veu en el noi". Melissa Rose Bernardo, d'Entertainment Weekly, va donar a l'espectacle una B+ i va destacar l'impacte emocional del musical. Va descriure "The Baseball Game" com "una obra de geni còmic líric".

## Enregistraments
Les gravacions originals del repartiment de l'Off-Broadway March of the Falsettos i Falsettoland van ser publicades per DRG Records l'1 de gener de 1991.
L'àlbum del repartiment del revival de Broadway es va publicar el 27 de gener de 2017. Aquest àlbum va arribar al número dos de la llista d'àlbums de repartiment del Billboard i al número 98 de la llista de vendes d'àlbums de Billboard. La PBS va emetre una actuació filmada del revival com a part de Live from Lincoln Center el 27 d'octubre de 2017. Per a aquesta gravació, es van editar diverses línies per contenir profanitat.

## Repartiments destacats
| Character | Broadway         | Primera Gira Nacional | Segona Gira Nacional | Estrena a Austràlia                                       | Reestrena a Broadway | Tercera Gira Nacional                          | Off-West End                                                  |
| Character | 1992             | 1992                  | 1993                 | 1994                                                      | 2016                 | 2019                                           | 2019                                                          |
| --------- | ---------------- | --------------------- | -------------------- | --------------------------------------------------------- | -------------------- | ---------------------------------------------- | ------------------------------------------------------------- |
| Marvin    | Michael Rupert   | Adrian Zmed           | Gregg Edelman        | John O'May                                                | Christian Borle      | Max von Essen                                  | Daniel Boys                                                   |
| Trina     | Barbara Walsh    | Carolee Carmello      | Carolee Carmello     | Gina Riley                                                | Stephanie J. Block   | Eden Espinosa                                  | Laura Pitt-Pulford                                            |
| Whizzer   | Stephen Bogardus | Ray Walker            | Peter Reardon        | Simon Burke                                               | Andrew Rannells      | Nick Adams                                     | Oliver Savile                                                 |
| Mendel    | Chip Zien        | Stuart Zagnit         | Adam Heller          | Tony Sheldon                                              | Brandon Uranowitz    | Nick Blaemire                                  | Joel Montague                                                 |
| Jason     | Jonathan Kaplan  | Jeffrey Landman       | Ramzi Khalaf         | Michael Hamilton, Kerry-Andre Palavicino, & Brent Stiller | Anthony Rosenthal    | Jonah Mussolino, Thatcher Jacobs, & Jim Kaplan | Albert Atack, George Kennedy, Elliot Morris, & James Williams |
| Charlotte | Heather MacRae   | Barbara Marineau      | Barbara Marineau     | Valerie Bader                                             | Tracie Thoms         | Bryonha Marie Parham                           | Gemma Knight-Jones                                            |
| Cordelia  | Carolee Carmello | Yvette Lawrence       | Jessica Molaskey     | Sharon Millerchip                                         | Betsy Wolfe          | Audrey Cardwell                                | Natasha J Barnes                                              |

Substitucions/Trasllats (Repartiment original de Broadway)
- Marvin – Adrian Zmed, Mandy Patinkin, Gregg Edelman
- Trina – Randy Graff
- Mendel – Jason Graae
- Cordelia – Maureen Moore
- Jason – Sivan Cotel, Anthony Roth Costanzo

## Premis i reconeixements
Falsettos va guanyar els premis a la Millor Banda Sonora Original i al Millor Llibret de Musical als 46ns Premis Tony . En aquella cerimònia, el repartiment original va interpretar un popurri que consistia en "Falsettoland", "My Father's a Homo" i "The Baseball Game". El revival del 2016 va ser nominat a cinc Premis Tony, inclòs el de Millor Revival d'un Musical. El repartiment del revival del 2016 va interpretar "A Day in Falsettoland" als 71ns Premis Tony.

### Producció original de Broadway
| Any  | Premi               | Categoria                               | Nominat                          | Resultat  | Ref.   |
| ---- | ------------------- | --------------------------------------- | -------------------------------- | --------- | ------ |
| 1992 | Premi Tony          | Millor musical                          | Millor musical                   | Nominat   | [ 4 ]  |
| 1992 | Premi Tony          | Millor llibret                          | William Finn i James Lapine      | Guanyador | [ 4 ]  |
| 1992 | Premi Tony          | Millor banda sonora                     | William Finn                     | Guanyador | [ 4 ]  |
| 1992 | Premi Tony          | Millor actor protagonista de musical    | Michael Rupert                   | Nominat   | [ 4 ]  |
| 1992 | Premi Tony          | Millor actor de repartiment de musical  | Jonathan Kaplan                  | Nominat   | [ 4 ]  |
| 1992 | Premi Tony          | Millor actriu de repartiment de musical | Barbara Walsh                    | Nominat   | [ 4 ]  |
| 1992 | Premi Tony          | Millor direcció de musical              | James Lapine                     | Nominat   | [ 4 ]  |
| 1992 | Premi Drama Desk    | Reestrena destacada d'un musical        | Reestrena destacada d'un musical | Nominat   | [ 72 ] |
| 1992 | Premi Drama Desk    | Actriu destacada en un musical          | Barbara Walsh                    | Nominat   | [ 73 ] |
| 1992 | Premi Theatre World | Premi Theatre World                     | Jonathan Kaplan                  | Guanyador | [ 74 ] |

### Reestrena de Broadway del 2016
| Any  | Preemi                     | Categoria                                                | Nominat                                                  | Resultat | Ref.   |
| ---- | -------------------------- | -------------------------------------------------------- | -------------------------------------------------------- | -------- | ------ |
| 2017 | Premi Tony                 | Millor reestrena de musical                              | Millor reestrena de musical                              | Nominat  | [ 70 ] |
| 2017 | Premi Tony                 | Millor actor protagonista de musical                     | Christian Borle                                          | Nominat  | [ 70 ] |
| 2017 | Premi Tony                 | Millor actor de repartiment de musical                   | Andrew Rannells                                          | Nominat  | [ 70 ] |
| 2017 | Premi Tony                 | Millor actor de repartiment de musical                   | Brandon Uranowitz                                        | Nominat  | [ 70 ] |
| 2017 | Premi Tony                 | Millor actriu de repartiment de musical                  | Stephanie J. Block                                       | Nominat  | [ 70 ] |
| 2017 | Premi Drama Desk           | Reestrena destacada d'un musical                         | Reestrena destacada d'un musical                         | Nominat  | [ 75 ] |
| 2017 | Premi Drama Desk           | Actor destacat en un musical                             | Brandon Uranowitz                                        | Nominat  | [ 75 ] |
| 2017 | Premi Drama Desk           | Actriu de repartiment destacada en un musical            | Stephanie J. Block                                       | Nominat  | [ 75 ] |
| 2017 | Premi Outer Critics Circle | Actor destacat en un musical                             | Christian Borle                                          | Nominat  | [ 76 ] |
| 2017 | Premi Outer Critics Circle | Actor de repartiment destacat en un musical              | Andrew Rannells                                          | Nominat  | [ 76 ] |
| 2017 | Premi Outer Critics Circle | Actriu de repartiment destacada en un musical            | Stephanie J. Block                                       | Nominat  | [ 76 ] |
| 2017 | Premi Drama League Award   | Millor reestrena d'un musical de Broadway o Off-Broadway | Millor reestrena d'un musical de Broadway o Off-Broadway | Nominat  | [ 77 ] |
| 2017 | Premi Drama League Award   | Actuació distingida                                      | Christian Borle                                          | Nominat  | [ 77 ] |

### 2019 Off-West End
| Any  | Preemi      | Categoria                                       | Nominat       | Resultat | Ref.   |
| ---- | ----------- | ----------------------------------------------- | ------------- | -------- | ------ |
| 2020 | Premi Offie | Actuació masculina en un musical                | Daniel Boys   | Nominat  | [ 78 ] |
| 2020 | Premi Offie | Actuació masculina de repartiment en un musical | Oliver Savile | Nominat  | [ 78 ] |